# PFK Belite orli Pleven
Il PFK Belite orli (in bulgaro ПФК Белите орли Плевен che in italiano significa "Le aquile bianche"), è una società calcistica con sede a Pleven, in Bulgaria. Attualmente milita nel B Professional Football Group, la seconda divisione del campionato bulgaro di calcio.
Gareggia nello stadio "Belite orli" che ha 15.000 posti a sedere.

## Storia
Il club è stato fondato il 19 agosto 1931 nella città di Pleven da un gruppo di professionisti tra cui imprenditori e avvocati. A causa della sua "anima" borghese la squadra venne sciolta con l'avvento del comunismo, che preferì la squadra "proletaria" dello PFC Spartak Pleven.
Nel corso degli anni la squadra ha cambiato diversi nomi:
- Белите орлета (Belite ortela) dal 19 agosto 1931 al 18 febbraio 1940
- Белите орли (Belite orli, Aquile bianche) dal 18 febbraio 1940 al 27 settembre 1946
- Републиканец (Republikanec) dal 27 settembre 1946 al 28 dicembre 1947
- Белите орли (Belite orli, Aquile bianche) (dal 20 dicembre 1991)

Con il ritorno delle libertà civili nel 1989, la squadra fu rifondata mantenendo i coloro sociali bianco azzurri ed il simbolo dell'Aquila.

## Miglior piazzamento
- 1937 5º posto nella massima serie bulgara.